# Migrační politika České republiky
Migrační politika České republiky se od jejího vzniku řídí několika právními předpisy Evropské unie. Mezi mezinárodní předpisy, které formují migrační politiku, patří například i Úmluva o ochraně lidských práv a základních svobod. Smlouva z roku 1999 si klade za cíl boj proti nelegální migraci a posílení legální migrace a jejích výhod napříč celé Evropské unie, včetně České republiky.
Na území EU by měla platit stejná pravidla pro všechny členské státy o zacházení s žadateli o azyl. Díky těmto pravidlům se Česká republika pohybuje ve vyhraněných mezích, které udává nejen EU, ale také globalizace nebo mezinárodněprávní standardy lidských práv. Společná pravidla lépe řídí legální migrační toky, zpracovávají se žádosti o azyl a navrácení nelegálních migrantů.
Česká republika je součástí schengenského prostoru, který vznikl v roce 1995. Jedná se o volný pohyb osob po celé Evropské unii. Vymezení tohoto prostoru napomohlo k prohloubení hospodářských a politických vztahů mezi členy a řídí se Schengenským hraničním kodexem. 

## Migrační a azylová politika ČR

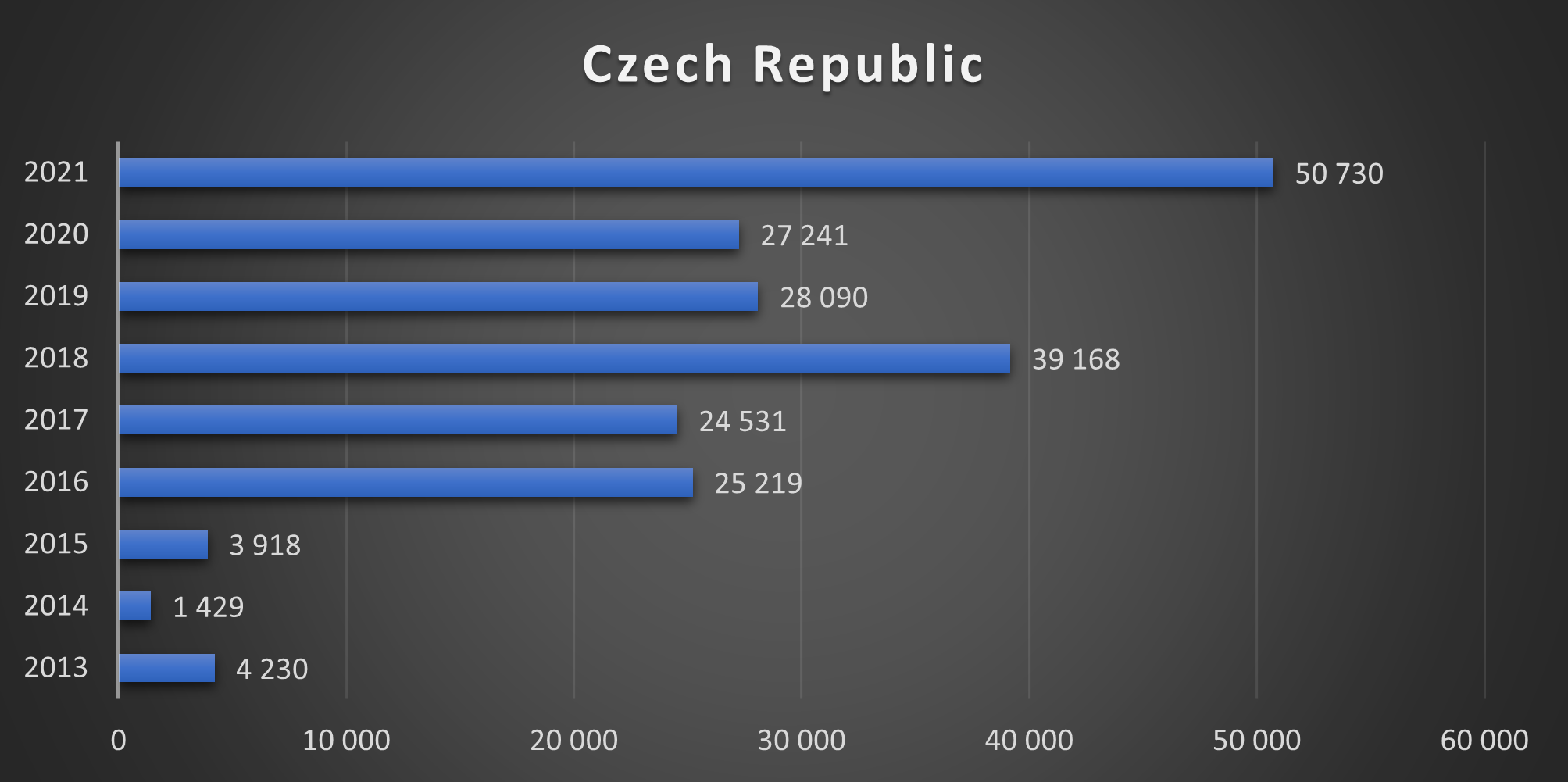
Příliv migrantů na území ČR v období 2013 - 2021

V České republice se klade důraz na bezpečnostní aspekty migrace, které znázorňují průřez Strategie migrační politiky ČR. Strategie společně se zásadami migrační strategie České republiky má za cíl posílit pozitivní aspekty migrace a zároveň potlačit negativních jevy a rizika, která jsou s migrací spojeny.
V ČR spadá Odbor azylové a migrační politiky pod Ministerstvo vnitra, a to od roku 2000, kdy byly sloučeny odbor pro uprchlíky y odbor pro imigraci a ochranu státních hranic. Dále v letech 2009 a 2011 došlo k rozšíření odboru azylové a migrační politiky. Od 1.1.2009 odbor převzal agendu povolování trvalých pobytů a v roce 2011 převzal agendu přechodných pobytů. Odbor azylové a migrační politiky je v České republice vázán zákonem č. 326/1999 Sb., o pobytu cizinců na území České republiky.

### Strategie ČR
Od roku 2015 bylo Vládou ČR přijato usnesení č. 621 o Strategii migrační politiky České republiky a o Komunikační strategii České republiky k migraci. Ve strategii jsou uvedeny klíčové zásady migrační politiky, které stanovují základní a dlouhodobé cíle v oblasti národní a unijní oblasti a zároveň jsou zde popsány konkrétní nástroje, které vedou k jejich dosažení.
Strategie je rozdělena do 7 tematických okruhů, které odpovídají jednotlivým zásadám. Mezi hlavní témata strategie patří integrace cizinců, nelegální migrace a návratová politika, mezinárodní ochrana, vnější dimenze migrace, volný pohyb osob v rámci Evropské unie, schengenská spolupráce, ochrana hranic, legální migrace a provázanost se společnými politikami Evropské unie.

### Zásady migrační a azylové politiky ČR
V zásadách migrační politiky jsou uvedeny priority v oblasti migrace, integrace a mezinárodní ochrany, které zároveň poukazují na současnou diskuzi k těmto tématům a potřebu jasně vyjádřit postoje České republiky. Cílem je také zvýšit informovanost odborné i širší veřejnosti o oblasti migrace. Zásady zastupují základní tematické okruhy Strategie. Na základě zásad Ministerstvo vnitra, společně s ostatními ministerstvy, vytvořilo migrační strategii, kde jsou blíže specifikované cíle, kterých je potřeba dosáhnout a určuje nástroje, které k tomu budou použity.
Česká republika
1. dostojí povinnosti zajistit občanům v rámci své migrační politiky klidné soužití s cizinci a díky účinné integraci zabrání vzniku negativních sociálních jevů
2. zajistí bezpečnost svých občanů a efektivní vynucování práva v oblasti nelegální migrace, návratové politiky a organizovaného zločinu spojeného s převaděčstvím a obchodováním s lidmi
3. dostojí svým závazkům v oblasti azylu a zajistí flexibilní kapacity svého systému
4. posílí aktivity s cílem pomoci uprchlíkům v zahraničí a s tím související prevenci dalších migračních toků, včetně podpory rozvoje zemí při zvládání migračních krizí
5. bude prosazovat udržení výhod volného pohybu osob v rámci evropské unie a schengenského prostoru
6. bude prosazovat legální migraci, která je pro stát a jeho občany přínosná tak, aby Česká republika mohla pružně reagovat na potřeby svého pracovního trhu i reflektovat dlouhodobé potřeby státu
7. dostojí mezinárodním a evropským závazkům v oblasti migrace a aktivně se zapojí do celoevropských debat a hledání společných řešení.[7]

### Orgány státní správy a mezirezortní orgány
Problematiku mezinárodní migrace a azylu má v České republice Ministerstvo vnitra, které plní úkoly především v oblasti vstupu a pobytu cizinců, mezinárodní ochrany a ochrany hranic. Déle spolupracují s Policií České republiky, konkrétně s ředitelstvím služby cizinecké policie a národní centrálou proti organizovanému zločinu služby kriminální policie a vyšetřování. Z ministerstev jsou do migrační politiky zapojeny
- Ministerstvo zahraničních věcí – vydávání krátkodobých víz podle Vízového kodexu
- Ministerstvo práce a sociálních věcí – stanovuje kritéria vstupu jednotlivých kategorií cizinců na trhu práce
- Ministerstvo průmyslu a obchodu – řeší problematiku živnostenského podnikání
- Ministerstvo spravedlnosti
- Ministerstvo financí – Celní správa ČR
- Ministerstvo školství, mládeže a tělovýchovy – integrace cizinců prostřednictvím jejich vzdělávání a znalost češtiny.[8]

Na migrační politice se podílí i meziresortní orgány, do kterých spadá Koordinační orgán pro řízení ochrany hranic a migraci, Analytické centrum pro ochranu státních hranic a migraci a Meziresortní orgán pro potírání nelegálního zaměstnávaní cizinců.

## Integrační politika
Součástí migrační politiky je i politika integrační. Jedná se o proces, který podporuje začlenění legálně pobývajících cizinců do společnosti. Integrace je důležitá především pro sociální soudržnost a ekonomický rozvoj země. Tento proces je oboustranný a přináší pozitiva, jak pro cizince, tak pro domácí obyvatelstvo.
V České republice je Koncepce integrace jeden ze základních dokumentů politiky vlády ČR. Tato koncepce je již od roku 2000 a předcházeli ji Zásady koncepce integrace cizinců na území ČR. Každý rok Vláda ČR určuje konkrétní úkoly na další rok. Koncepce se dělí do několika oblastí, a to především na znalost češtiny, ekonomickou soběstačnost, orientace cizince ve společnosti a vztahy cizinců a majoritní společnosti. Důležité je také informovanost cizinců a společnosti, implementace integrační politiky na úroveň krajů a obcí, interkulturní vzdělávání pracovníků v kontaktu s cizinci.
Se začleněním cizinců do společnosti pomáhají integrační centra, která na území České republiky vznikla v roce 2009. Centra se nacházejí ve všech krajích a poskytují cizincům rovný přístup k integračním službám, poskytují právní a sociální poradenství, jazykové kurzy a kulturní aktivity.

## Readmisní smlouvy
Proti nelegální migraci bojuje readmisní politika, která funguje na bázi smluv mezi státy, které upravují předávání občanů, kteří nelegálně pobývají na území státu. Readmisní smlouvy na území České republiky se týkají především Dohodou mezi vládou České republiky a vládou Vietnamské socialistické republik o předávání a přebírání občanů obou států a Dohoda mezi vládou České republiky a vládou Moldavské republiky o předávání a přebírání osob na státních hranicích. Ve smlouvách je uvedena povinnost převzít občany zpět do své země, jak má vypadat žádost o převzetí, lhůty pro možnou odpověď na žádost, důkazy potřebné k prokázání státní příslušnosti a pravidla úhrady nákladů a ochrany osobních údajů.